# Abeona e Adeona
Abeona (da abire-andar via) e Adeona (da adire-tornare) sono dee della Mitologia romana comprese nel gruppo dei Di indigetes.

## Descrizione
Abeona è protettrice delle partenze, dei figli che lasciano per la prima volta la casa dei genitori o che muovono i loro primi passi.
Viene messa in contrapposizione con Adeona, protettrice del ritorno, in particolare di quello dei figli verso casa dei genitori.
Le statue delle due dee accompagnavano la statua della dea Libertas fatta costruire sull'Aventino da Tiberio Gracco, a significare che la Libertas poteva andare e tornare come più desiderava.